# Oscar Solbert

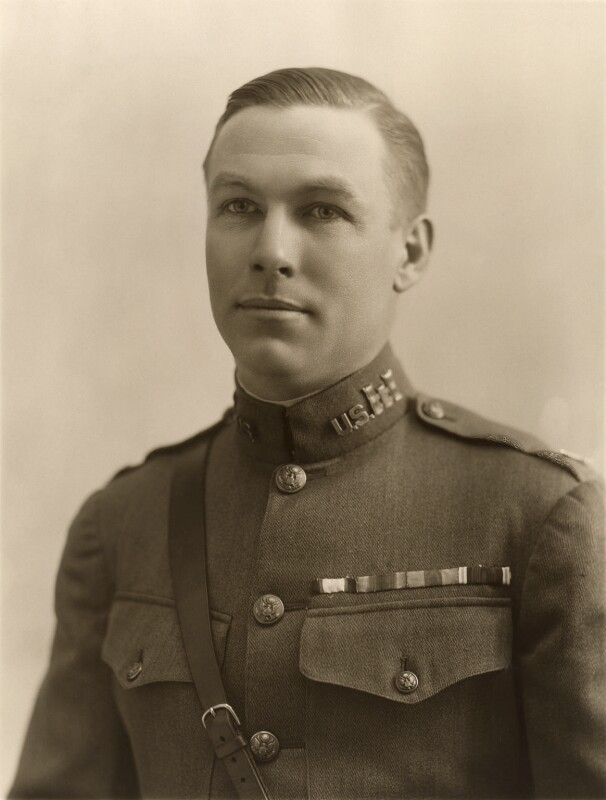
Oscar Solbert

Oscar Nathaniel Solbert (* 22. Januar 1885; † 16. April 1958) war ein US-amerikanischer General, Geschäftsmann und der erste Direktor des George Eastman House.

## Leben und Wirken
Solbert wurde im Norden von Schweden geboren. Er hatte vier Geschwister. Seine Eltern waren einfache Leute und so wuchs er in bescheidenen Verhältnissen auf. Als er acht Jahre alt war, emigrierte die Familie in die Vereinigten Staaten und ließ sich in Worcester, Massachusetts, nieder. Dort trug Oscar Solbert zum Familieneinkommen bei und verdiente sein Schulgeld mit dem Austragen von Zeitungen, als Abendlehrer sowie mit Ferienjobs. Nach zwei Jahren am Worcester Polytechnic Institute wurde er an der United States Military Academy in West Point aufgenommen. Sein Studium schloss er als Sechstbester seiner Klasse im Jahr 1910 ab. Gemäß dem damaligen Brauch trat er in das elitäre United States Army Corps of Engineers ein. Nach verschiedenen Einsätzen kehrte Solbert 1914 als Lehrer an die Akademie zurück. Zu seinen Schülern zählte der spätere US-Präsident Dwight D. Eisenhower. In seiner Zeit in West Point heiratete Solbert Elisabeth Abernaty.
Die Vereinigten Staaten waren im Ersten Weltkrieg abhängig von Verbündeten, um zu erfahren, was innerhalb von Deutschland geschah. Aufgrund ihrer geografischen Lage waren die skandinavischen Länder eine Informationsquelle von großem militärischen Wert und Oscar machte sich als Militärattaché in den neutralen Staaten Dänemark und Norwegen zusammen mit Kollegen an die Aufgabe, ein System von Kontakten in Deutschland aufzubauen, um an diese wichtigen Geheimnisse zu kommen.
Nach dem Ersten Weltkrieg diente er von 1919 bis 1924 als Militärattaché in London. Zwischen 1924 und 1925 war er Militärberater im Weißen Haus. In Washington traf er Lawrence Whiting, einen bekannten Chicagoer Industriellen, der ihm eine Stelle in Chicago anbot. Während Oscar noch immer mit Whiting verbunden war, bat ihn ein alter Freund, Will Hays, der Leiter der Motion Picture Producers Association, um seine Dienste für eine befristete Aufgabe in Europa in Zusammenhang mit internationalen Problemen der Filmindustrie. Die Eastman Kodak Company, ein Mitglied des Vereins, war am Projekt mitbeteiligt, und beeindruckt über das Geschick, mit dem der ehemalige Offizier die Verhandlungen führte. Bei Abschluss des Projektes wurde Oscar vorgeschlagen, sich Kodak anzuschließen. Mit Hilfe seiner nicht alltäglichen und weltweiten Kontakte sowie seiner Überzeugungskraft unternahm er eine Reihe von schwierigen Aufträgen für George Eastman, mit denen er zeitlebens eng verbunden blieb. George Eastman war ein häufiger Gast im Hause der Familie Solbert, und das Ehepaar Solbert begleitete Eastman auf mehrere seiner Reisen nach Europa. Zu dieser Zeit war Eastman intensiv damit beschäftigt, die weltweite Akzeptanz des 13-Monate-Kalenders zu erreichen. Oscar reiste deshalb, zusammen mit Moses B. Cotsworth, dem Vater der Idee, durch Europa. Dies war eine der wenigen Gegebenheiten, in denen er seine Mission nicht erfüllen konnte.
Als Kodak 1931 den Internationalen Fotografie-Wettbewerb organisierte, verliehen wichtige Vertreter des Hochadels sowie weitere prominente Persönlichkeiten ihre Namen als Förderer dieser Veranstaltung.
Aufgrund seiner militärischen Erfahrungen war es naheliegend, dass Oscar Solbert im Zweiten Weltkrieg wieder in den Militärdienst eintrat. Er leistete wiederum ungewöhnliche Dienste, für die ihn seine Herkunft und seine internationalen Erfahrungen prädestinierten. Er ging nach England, wo sein Freund, Anthony Drexel Biddle, als Botschafter bei den europäischen Exilregierungen in London tätig war. Es war keine einfache Aufgabe, mit Regierungen, die niemanden zu regieren hatten und deren Interessen nicht immer kompatibel mit denjenigen der Alliierten waren, zu verhandeln, aber Oscar Solbert's Fingerspitzengefühl und seine persönliche Kenntnis der meisten Länder, mit denen er zu tun hatte, brachten ihm große Anerkennung durch Botschafter Biddle und seine Mitarbeiter ein. Im Jahr 1943, damals noch Oberst, wurde er zum Chef der Special Services für das europäische Theater ernannt und wurde in Anerkennung seiner erfolgreichen Arbeit bei der Organisation und Leitung der Unterhaltungs-, Freizeit- und Bildungsprogramme für die Soldaten des Kommandos zum Brigadegeneral befördert. Am Ende des Krieges kehrte e als Mitglied Geschäftsleitung zu Eastman Kodak zurück bis zu seinem Ausscheiden aus dem Unternehmen im Jahr 1949.
Die Eigenschaften, die zur erfolgreiche Karriere Oscar Solbert's als Offizier und Geschäftsmann geführt hatten, erwiesen sich auch in seiner Karriere als erster Direktor des George Eastman House International Museum for Photography and Film als förderlich. Unterstützt durch den Kurator Beaumont Newhall war Oscar Solbert der Spiritus Rector hinter zahlreichen Aktivitäten des Museums und in wesentlichem Masse mitverantwortlich für den Auf- und Ausbau dieser einzigartigen Institution. Oscar Solbert fand mit seinem beredten Geschick großzügige Geldgeber zum Bau des Dryden Theatre, des Strong-Gebäudes (in dem die Negative der großen Filme dieser Welt aufbewahrt werden) sowie weiteren wichtigen Museumserweiterungen. Solbert hatte auf der ganzen Welt zahlreiche Freunde, die ein Spiegelbild seiner vielfältigen Interessen darstellten. Bis zu seinem Tode wohnte Oskar im dritten Stockwerk des George Eastman House, und er blieb eine erstaunlich junge und vitale Persönlichkeit, der man seine dreiundsiebzig Jahre nicht ansah. Solbert war ganz „the happy Warrior; he whom every man in arms should wish to be“ (der glückliche Krieger; derjenige der jeder Mensch in Waffen sein wollte; nach The Happy Warrior von William Wordsworth).